# 송유진 (2005년)
송유진(2005년 12월 6일 ~)은 대한민국의 가수다.

## 경희대학교 포스트모던음악
- 안양예술고등학교 음악과 보컬전공

## 방송
- 위키드 (2016)
- 내일은 미스트롯 2 (2020) - Top112

## 앨범
- 감성이 쑥쑥 자라나는 인기동요베스트 (2019)
- 여름동요 동요천사 송유진 (2019)
- 송유진 첫번째 이야기 지켜진 아이 (2020)
- 나의 사랑하는 책 송유진 송유민 (2020)
- 반했어 (2021)
- 보쌈-운명을 훔치다 OST Part 16 (2021)

## 영화
- 48미터 (2013) - 김나림 역